# San Agustín del Guadalix
San Agustín del Guadalix ist eine spanische Gemeinde.
Die Gemeinde liegt in der Provinz Madrid und ist in unmittelbarer Nähe zur Sierra de Guadarrama. Die Schutzheilige der Gemeinde ist die Virgen de Navalazarza.